# K (biografi)
K är en biografi av Katarina Frostenson utgiven 2019 på förlaget Polaris.

## Innehåll
Boken handlar om anklagelserna mot Frostensons make Jean-Claude Arnault, Svenska Akademien kring #metoo, och vad som fick Frostenson att lämna Sverige.
| ”                             | Jag hör på avstånd hyenornas skratt, rovdjurens snaskande vädring efter blod, mera offer och blod! De sniffar, de ylar och rotar, de krafsar med sina vidriga klor för att försöka få upp nåt nytt att skandalisera oss med, men de gnager mest på gamla knotor. [...] Det var en tid som fick en hel offentlighet, en s.k. »kulturvärld«, att dansa hänryckt som en flock lämlar, sladdra som baggar och tackor och stöna gemensamt i en ersatz-orgasm. | „ |
| – Ur K av Katarina Frostenson | |   |

## Mottagande
Jens Liljestrand skrev i Expressen att boken var ett försvarstal som "får Fredrik Virtanens bok [Utan nåd] att framstå som ett under av mognad och värdighet." Han skrev att "[Frostenson rör] sig genom ett hyperintellektuellt landskap av elitkultur [där husgudarna heter] Shakespeare och H. C. Andersen, Celan och Rilke, Le Clézio och Simone Weil." men att boken förde tankarna till Jaime och Cersei Lannisters slutgiltiga öde i TV-serien Game of Thrones. Enligt Liljestrand redovisade Frostenson en "flagrant [...] brist på allmän anständighet".
Aase Berg skrev i Dagens Nyheter att "Det blir en berättelse om en person som förväxlat sin maktposition med oberörbarhet". Sverige beskrivs som lömskt och fegt. Stilistiskt beskrev hon den som "en vacker bok, musikalisk och poetisk i böljande underströmmar."
Den norska litteraturkritikern Knut Hoem skrev hos NRK att Frostenson berättade sin version med alla litterära verktyg till sitt förfogande, och att de var många. Att Frostenson inte bara var en god författare utan även en god läsare som varje prisjury är beroende av för att behålla sin litterära kredibilitet. Att det var något adligt över boken och att Frostenson kunde klä den i sina vackraste spåkkläder. Han skrev att det lyste om hennes meningar även i prosa, liksom det gör när hon är poet, men att det var ett självrättfärdigt ljus där bara de som fortsatt stödjer henne kommer till tals. Han skrev "Hon kan ha rätt i mycket, men det är som om det är något hon inte ser."
Horace Engdahl sade 2023 om boken att "Det är alldeles klart att den Katarina Frostenson som publicerar K är Katarina 2.0. Det är en ny författare och, i mina ögon, en kanske större författare än Katarina 1.0."

## Adaptioner
K sattes upp som teateruppsättning på Folkteatern i Göteborg med Ylva Olaison i huvudrollen.